# ناحیه برئا
ناحیه برئا (به لاتین: Berea District) یکی از نواحی کشور لسوتو است که در غرب این کشور واقع شده است. ناحیه برئا با مساحتی معادل ۲٬۲۲۲ کیلومتر مربع و جمعیتی حدود ۲۶۲٬۶۱۶ نفر، یکی از نواحی مهم و پرجمعیت کشور به شمار می‌آید. مرکز ناحیه برئا، شهر تیاتیاننگ است.